# Бондаренко Микола Миколайович
Микола Миколайович Бондаренко (рос. Никола́й Никола́евич Бондаре́нко; нар. 3 червня 1985, Саратов, РРФСР, СРСР) — російський опозиційний політичний і громадський діяч. Депутат Саратовської обласної думи VI скликання (2017—2022). Член Комуністичної партії Російської Федерації, кандидат у члени ЦК КПРФ (з 2021), секретар Саратовського обласного комітету КПРФ. Автор опозиційного YouTube-каналу «Щоденник Депутата», що має 1,8 млн підписників.
В травні і червні 2020 згідно опитування Левади президентський рейтинг Бондаренка сягав 2 %, в лютому 2021 згідно опитування ВЦИОМ він посідав 8 місце серед російських політиків за рівнем довіри.

## Біографія

### Походження
Народився 3 червня 1985 року в місті Саратові. 2002 року закінчив середню загальноосвітню школу, 2007 року — Саратовську державну юридичну академію за спеціальністю «Юриспруденція» із присвоєнням кваліфікації «Юрист».
З 2006 був юристаом в ТОВ «Поле чудес». З 2010 був директором ТОВ «ХимИнвест», що займалася гуртовими продажами хемічної продукції і яке йому довелося продати через тиск влади. В лютому 2021 в ході підготовки до виборів до Державної думи покинув підприємницьку діяльність.

### Політична діяльність
У 2009 році вступив до КПРФ . До обрання депутатом обласної думи був першим секретарем Фрунзенського районного комітету КПРФ.
У вересні 2017 року був обраний депутатом Саратовської обласної думи шостого скликання (за Жовтневим одномандатним виборчим округом № 4). Був членом комітетів з економічної, інвестиційної політики, підприємництва та розвитку цифрових технологій, питань житлової, будівельної та комунальної політики, соціальної політики.
Всеросійську популярність отримав завдяки своїй публічній різкій критиці законопроекту про пенсійну реформу . Тоді Бондаренко у жорсткій формі висловився на адресу федерального уряду Медведєва, назвавши його «шахраями», яких «треба притягувати до відповідальності». Також він розкритикував спонсорування російською стороною режиму Асада під час громадянської війни у Сирії, а також Чемпіонат світу з футболу 2018 року. Перезаливи виступу Бондаренка зібрали понад мільйон переглядів. Після цього виступу його викликали до Слідчого комітету у зв'язку із заявою спікера регіонального парламенту Івана Кузьміна, який попросив перевірити висловлювання Бондаренка на наявність у них екстремізму.
Восени 2018 року під час суперечки з міністром праці Наталією Соколовою провів експеримент і місяць харчувався на 3,5 тис. рублів. Приводом для суперечки стала ситуація на одному із засідань обласної думи, коли Соколова заявила, що на місяць можна харчуватися на 3 з половиною тисячі рублів, при цьому їсти не шкідливу їжу, а курку з макаронами. Депутат особисто вирішив перевірити слова міністра та розпочав експеримент під назвою «міністерська дієта». Йому доводилося харчуватися в середньому на 800 рублів на тиждень, купуючи при цьому їжу на найдешевшому ринку Саратова. Депутат з'ясував, що на ці гроші він не міг дозволити собі ті рекомендовані продукти, які прописані урядом через те, що вартість продуктів на прилавку значно вища, ніж у даних статистики, які надають чиновники. За час експерименту Бондаренко схуд з 94,5 кілограма до 87,1.
У березні 2020 року був висунутий фракцією КПРФ як кандидат у члени Ради Федерації від Саратовської обласної думи у зв'язку з достроковим припиненням повноважень Людмили Бокової, але не був обраний, отримавши 6 голосів проти 25 у представника «Єдиної Росії» Олега Алєксєєва.
22 квітня 2020 року більшістю голосів від «Єдиної Росії» було виключено зі складу мандатної комісії Думи. Керівник мандатної комісії Микола Бушуєв (ЕР) наголосив, що Бондаренко неодноразово порушував становище, що забороняє відео- та аудіофіксацію її засідань.
Наприкінці червня 2020 року на засіданні Саратовської обласної думи сталася бійка між представниками ЄР та КПРФ. Причиною конфлікту стала суперечка про доречність прапорців із агітацією проголосувати щодо поправок до Конституції, які на своїх робочих місцях розмістили представники правлячої партії. Бондаренко вважав це за агітацію і зазначив, що подібна діяльність дозволена лише виборчкому, але ніяк не депутатам. За підсумками депутати почали поливати один одного водою, кидати пластикові пляшки . Після бійки комуністів та єдиноросів Олексій Навальний підтримав Бондаренко та назвав його своїм «улюбленим регіональним депутатом».
Під час протестів на підтримку Олексія Навального Бондаренко особисто був присутній на акціях 23 та 31 січня 2021 року, виконуючи обов'язки депутата та висловлюючи свій протест політичним переслідуванням. Також на своєму YouTube-каналі він висвітлював повернення Навального з Німеччини до Москви, де в той же час знаходився прольотом, повертаючись із Тюмені. У лютому 2021 заявив, що збирається йти на парламентські вибори і бути суперником нинішнього Голови Державної думи В'ячеслава Володіна . Наступного ж дня після цієї заяви депутата було затримано співробітниками правоохоронних органів . Його звинуватили в участі у незаконному мітингу на підтримку опозиціонера Олексія Навального. Щодо Бондаренка складено адміністративний протокол, суд оштрафував його на 20 тисяч рублів.
Крім штрафу, Комісія Саратовської обласної думи з доходів запідозрила парламентарія в корупції через донати та доходи від реклами на YouTube. На думку голови комісії Олексія Антонова (ЄР), пан Бондаренко не мав права отримувати прибуток від реклами на YouTube. Приводом для перевірки стала скарга партії «Комуністи Росії» на монетизацію його YouTube-каналу. За підсумком засідання, Бондаренка було визнано корупціонером, що загрожувало позбавленням його депутатського мандату і, у разі кримінального переслідування, неможливості брати участь у виборах до Держдуми . Сам Бондаренко заявив, що таким чином партія «Єдина Росія» чинить на нього тиск і намагається нейтралізувати, а сам він нічого не порушував . Матеріали справи було передано на перевірку до прокуратури . На думку членів КПРФ, переслідування Бондаренка відразу після його згоди висуватися на парламентські вибори по одномандатному округу було спробою влади не допустити перемоги яскравого опозиційного кандидата . Сам В'ячеслав Володін у відповідь на критику на свою адресу з боку Бондаренка заявив, що «такі як Бондаренко ставляться до виборів як до політичної прогулянки».
Однак, попри початкові прогнози та заяви, керівництво КПРФ не стало висувати Бондаренка по одному округу зі спікером Держдуми. Згідно з рішенням другого етапу XVIII з'їзду партії, суперником Володіна в 163-му одномандатному окрузі став голова фракції КПРФ в Саратовській облдумі, секретар місцевого міськкому КПРФ Олександр Анідалов, Бондаренко ж був висунутий по 165-му округу, в якому «Єдина Росія» виставила депутата Саратівської обласної думи Андрія Воробйова. Також Бондаренко не увійшов до федеральної частини списку, проте був включений до регіональної групи партії. Депутат Державної думи РФ, перший секретар Саратовського обкому КПРФ Ольга Алімова пояснила таке рішення «низькими шансами перемогти Володіна».
На першому етапі XVIII з'їзду КПРФ у квітні 2021 року був обраний кандидатом у члени Центрального Комітету КПРФ.
24 липня 2021 року ЦВК РФ затвердила виборчий список КПРФ, але зняла з нього колишнього опонента Володимира Путіна на президентських виборах 2018 року Павла Грудініна (що входив до першої трійки загальнофедеральної частини списку) за звинуваченням у "прихованні інформації про наявність офшору в Белізі. Після засідання, Бондаренко та Микола Платошкін підійшли до голови ЦВК Елли Памфілової та звинуватили її в тому, що вона «фальсифікує вибори, перекручує волевиявлення громадян і топче демократію» . Після цього інциденту розпочалися активні спроби зняття Бондаренка з виборів до Державної Думи — йому було інкриміновано поширення екстремістських матеріалів, участь у діяльності екстремістських організацій, зв'язки з кримінальним світом. Жодне із цих звинувачень згодом не було доведено.
На парламентських виборах отримав підтримку з боку Розумного голосування Олексія Навального як «кандидат, який має найбільше шансів перемогти єдинороса у своєму одномандатному окрузі», але, згідно з офіційними результатами, з дворазовим відставанням 67352 голосів проти 121326) програв кандидату від Єдиної Росії Воробйову проте у зв'язку з викритими фактами масових фальсифікацій і силового тиску (так, в ході самого голосування було затримано і доставлено до відділів внутрішніх справ кілька довірених осіб і помічників депутата), заявив про їх невизнання . КПРФ подала понад 50 скарг про порушення на Балашівському виборчому окрузі.
Був одним із організаторів мітингу 25 вересня 2021 року проти визнання результатів виборів (у форматі зустрічі з депутатом), на якому звинуватив ЦВК РФ у проведенні спецоперації із захоплення влади в країні «Єдиною Росією» . За організацію цього мітингу був знову підданий переслідуванню, кінцевою метою якого, на думку депутата, було позбавлення його мандату та арешт за " дадинською статтею ".
12 грудня 2021 року спробував ініціювати проведення всеросійського референдуму з питання впровадження системи QR-кодів, на яке було б винесене питання: «Чи згодні Ви з ініціативою уряду про введення обмежувальних заходів щодо громадян, не прищеплених від нової коронавірусної інфекції ?», і провів у Саратові збори ініціативної групи з його організації . 28 січня 2022 року від імені ініціативної групи подав документи про проведення референдуму до виборчої комісії Саратівської області.
28 лютого 2022 року на 81-му засіданні Саратовської обласної думи було прийнято рішення про дострокове припинення депутатських повноважень Миколи Бондаренка, за офіційною версією, внаслідок порушень федерального та регіонального антикорупційного законодавства, пов'язаних з отриманням грошей з відеохостингу YouTube . 30 голосами «За», Бондаренка позбавили депутатського мандата. На знак протесту проти ухвалення цього рішення фракція КПРФ залишила зал засідання . Бондаренко оскаржив рішення думи у Волзькому районному суді міста Саратова, але його позов було відхилено.
27 липня 2022 року подав документи для участі у виборах до Саратовської обласної думи VII скликання по Заводському одномандатному округу № 4. Від «Єдиної Росії» по цьому округу був висунутий чинний мер Саратова Михайло Ісаєв. Згідно з офіційними результатами, зі значним відставанням (3413 голосів проти 10571) він програв Ісаєву, проте у зв'язку з виявленням численних фактів фальсифікації голосування (так, на ниизці виборчих дільниць дані про явку, внесені в ДАС «Вибори», в два-три рази відрізнялися від дійсних результатів, а на самого Бондаренка чинили тиск невідомі люди спортивної статури) відмовився визнавати їх.
У травні 2023 року Роскомнадзор на вимогу ФСБ заблокував сайт Бондаренка. За словами екс-депутата, причиною блокування стала його відмова вносити сайт до реєстру «організаторів поширення інформації» та передавати ФСБ дані користувачів.

## Особисте життя
Одружений, має сина.